# Базисная цена
Базисная цена — это цена товара, устанавливаемая в момент заключения опционной сделки на переговорах между продавцом и покупателем. Базисная цена определяет фактическую цену товара. К базисной цене существует шкала надбавок и скидок. При изменении конъюнктуры рынка базисные цены сохраняют стабильность, а надбавки и скидки подвергаются изменениям, что приводит к соответствующему росту или снижению цен. Степень отклонения фактических цен от базисных определяется условиями реализации и состоянием экономики.
В планировании и статистическом учёте под базисной ценой понимают цену, принимаемую при исчислении индексов, характеризующих динамику производства, себестоимости и других показателей развития народного хозяйства. Базисные цены применяются, потому что уровень цен на одну и ту же продукцию может быть различным по годам, а измерение и сопоставление стоимостных показателей в народном хозяйстве за разные годы в текущих ценах не даёт правильного представления о реальном их изменении.
Во внешнеэкономической деятельности базисная цена служит базой для определения индекса цен международной торговли (экспортных и импортных) в целом и по отдельным группам товаров. Публикуются в международной и внешнеторговой статистике, периодических экономических изданиях ООН. Базисная цена систематически пересматривается, что позволяет в большой мере учесть изменения ассортимента внешнеторгового оборота, в особенности по готовым изделиям, на которые базисные цены исчисляются в виде удельной величины.